# Palnik Mékera

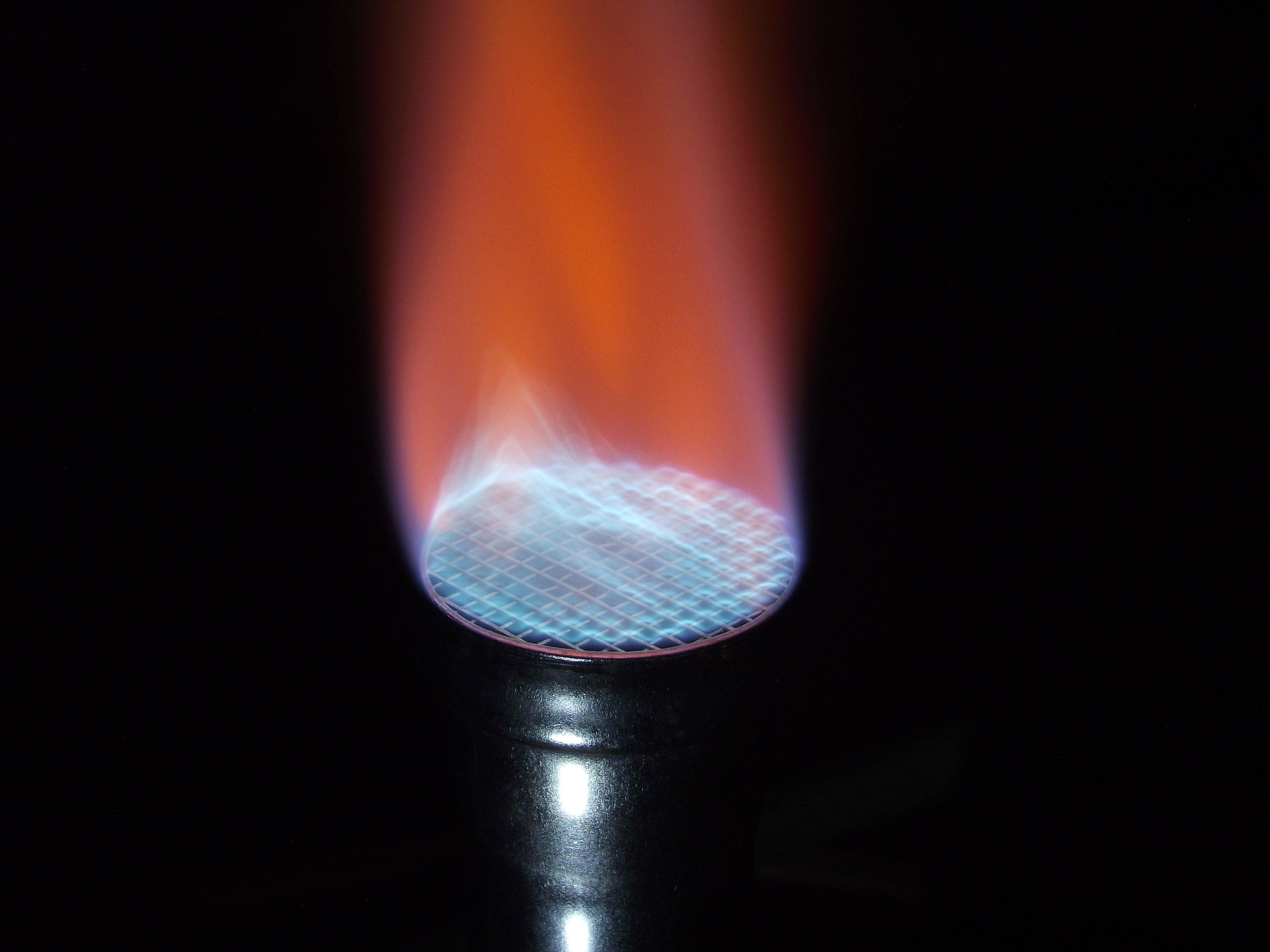
Płomień palnika Mékera

Palnik Mékera (znany też jako palnik Mekera-Fishera, Mecera lub Meckera) – rodzaj gazowego palnika laboratoryjnego, odmiana palnika Bunsena, którego głównym zastosowaniem jest prażenie próbek do analizy wagowej.
Palnik Mékera różni się od typowego palnika Bunsena szerokim wylotem dyszy u szczytu której jest zamocowana siatka. Siatka ta powoduje rozbicie płomienia na szereg drobnych płomyków, które palą się bardziej równomiernie od jednego, dużego płomienia, dzięki czemu można uzyskać wyższą i bardziej jednolitą temperaturę płomienia – do 1750 °C w przypadku gazu ziemnego i powietrza, przy różnicy temperatur w różnych miejscach płomienia wynoszącej 135 °C (dla porównania, płomień palnika Bunsena ma w różnych miejscach temperaturę od 300 do 1260 °C). Przy zastosowaniu tlenu zamiast powietrza można osiągnąć temperaturę 2200 °C. Jednocześnie palnik ten ma większą powierzchnię ogrzewania w stosunku do palnika Bunsena.
Wynalazcą palnika jest francuski inżynier chemik Georges Méker. Opisał go w 1905 r.